# Borg (Star Trek)
Os Borg são uma pseudo-espécie de organismos cibernéticos mostrados no universo ficcional da franquia Star Trek.
Enquanto a cibernética é usada por outras espécies no mundo da ficção científica para reparar danos corporais e defeitos de nascimento, os Borg usam melhoramentos cibernéticos reforçados como um meio de atingir aquilo que eles acreditam ser a perfeição.
Além de serem os vilões principais de Star Trek: First Contact, os Borg também têm papéis importantes em Star Trek: The Next Generation e Star Trek: Voyager, primariamente como uma ameaça de invasão para a Federação Unida dos Planetas e depois como um modo de fazer a isolada nave estelar USS Voyager voltar para o Quadrante Alfa. Os Borg se tornaram um símbolo na cultura popular para qualquer rolo compressor contra a qual "resistir é inútil". Os Borg se manifestam como zangões humanóides ciberneticamente melhorados vindos de múltiplas espécies, organizados como uma coletividade interconectada; as decisões são tomadas por uma mente coletiva, ligada por frequências de rádio subsespaciais. Os Borg habitam uma vasta região do Quadrante Delta da galáxia, possuindo milhões de naves e tendo conquistado milhares de sistemas. Eles operam unicamente para cumprir um único propósito: o de "adicionar as especificidades biológicas e tecnológicas [de outras espécies] a nossa" na procura de sua visão de perfeição. O conceito de perfeição é a ideia unificadora central no núcleo dos Borg. A procura da perfeição é a única motivação dos Borg, uma perfeição mecânica e sem emoção. Isso é alcançado através da assimilação forçada, um processo que transforma indivíduos e tecnologia em Borg, os melhorando—simultaneamente controlando—por meio de implantes sintéticos.
Em sua introdução na franquia, o episódio "Q Who", pouco informação é fornecida sobre os Borg e suas origens e intenções. Em encontros com outros alienígenas, eles exibem nenhum desejo de negociação ou razão, apenas para assimilar. Exibindo uma rápida adaptabilidade a qualquer situação ou ameaça, com os encontros caracterizados pela afirmação "Resisitir é Inútil", os Borg se desenvolveram em uma das maiores ameaças para a Frota Estelar e a Federação. Originalmente mostrados como uma entidade homogênea e anônima, o conceito da Rainha Borg e do controle central foram mais tarde introduzidos.
Em Star Trek, tentativas de resistir aos Borg se tornaram um dos temas centrais, com muitos exemplos bem sucedidos de resistência a coletividade, tanto de zangões existentes, e alvos de assimilação. Foi também demonstrado que é possível sobreviver a assimilação (mais notavelmente Jean-Luc Picard), e que zangões podem escapar da coletividade (mais notavelmente Sete de Nove), e se tornarem indivíduos, ou existir coletivamente sem a assimilação forçada de outros. Eles são notáveis por serem uma espécie antagonista principal em mais de uma série que nunca apareceram no Star Trek original.

## Conceito
Nos comentários em texto da Edição de Colecionador de Star Trek: First Contact, Michael Okuda e Denise Okuda revelaram que os roteiristas de Star Trek: The Next Generation começaram a desenvolver a ideia dos Borg ao final da primeira temporada do programa, na altura do episódio "Conspiracy", que introduzia uma forma de vida simbiótica e coerciva que dominou oficiais chave da Federação. Ela foi frustrada pela tripulação da Enterprise e nunca mais vista (o enredo "conspiração alienígena" foi descartado quando ficou claro que o conceito era desagradável para o público alvo de Star Trek). Os planos para se ter os Borg como uma ameaça cada vez mais ameaçadora foi subsequentemente descartada em favor de uma introdução mais sutil, começando com o mistério das colônias desaparecidas em ambos os lados da zona neutra no episódio "The Neutral Zone", culminando com o primeiro encontro dos Borg com a Enterprise no episódio 16 da segunda temporada: "Q Who".
Os Borg foram um conceito nascido da necessidade para Star Trek ter um novo antagonista e um inimigo regular, algo que faltava durante a primeira temporada de The Next Generation; os klingons eram aliados e os romulanos estavam ausentes. Os ferengi foram originalmente concebidos como um novo inimigo para a Federação, porém suas atitudes cômicas, aparência não intimidadora e devoção ao capitalismo falharam ao mostrá-los como um inimigo convincente. Eles foram subsequentemente usados como alivio cômico. Os Borg, entretanto, com sua aparência assustadora, imenso poder, e, mais importante, seu motivo sinistro de existir se tornaram os principais vilões de The Next Generation e Star Trek: Voyager.

### "Resistir é inútil"
Individualmente os Borg raramente falam. Ao invés disso, eles enviam coletivamente uma mensagem de áudio para seu alvos afirmando que "resistir é inútil", seguindo por uma declaração que o alvo em questão será assimilado e que suas especificidades biológicas e tecnológicas serão adicionadas à deles. A frase exata varia entre suas aparições, e o aspecto biológico está totalmente ausente quando os Borg são introduzidos pela primeira vez.
A frase "resistir é inútil" entrou na cultura popular depois de seu uso em The Next Generation. Os Borg usam a frase em vários episódios de Star Trek e no filme Star Trek: First Contact. Locutus dos Borg dizendo a frase ao final do episódio "The Best of Both Worlds" foi eleita como a 93ª melhor frase da história da televisão pela TV Land. A frase também foi a tagline de First Contact e foi usada como uma mensagem do Exército Americano para as forças do Talibã durante a Guerra do Afeganistão.

## Características

### Unicomplexo
O Unicomplexo é uma localização no universo ficcional de Star Trek que os Borg usam como base de operações. O Unicomplexo está localizado em uma área desconhecida do Quadrante Delta. É o centro de todas as atividades processativas da Coletividade Borg, e a casa da Rainha Borg. O Unicomplexo se assemelha a uma mistura de uma coleção de vários Cubos, conectados por vários conduítes. Cubos Borg frequentemente partem e chegam do Unicomplexo em seus caminhos para as várias regiões da galáxia, usando conduítes de transdobra. O Unicomplexo aparece primariamente nos episódio que levam a conclusão de Star Trek: Voyager. Ele foi destruído em 2378 depois da Rainha Borg ter assimilado um patogênio neurolítico da Almirante Kathryn Janeway do futuro, que viajou pelo tempo.

## História

A atriz sul-africana Alice Krige com um cobertor azul durante as gravações da cena de introdução da sua personagem, a Rainha Borg, no filme Star Trek: First Contact. A cena demorou cinco meses para ser completada.

Desenvolvendo-se gradualmente através dos séculos no distante quadrante delta da galáxia, o primeiro contato formal dos Borg com a Frota Estelar ocorreu em 2365 por interferência de Q no episódio "Q Who?" de Star Trek: A Nova Geração. Q transportou a Enterprise-D para o sistema FGC-J25, no vasto e distante quadrante delta por tempo o suficiente para que fossem expostos aos Borg. A Enterprise-D estava sendo facilmente sobrepujada por um Cubo Borg que interceptaram e Q os trouxe de volta para o espaço conhecido da Federação antes que fossem inevitavelmente derrotados e assimilados.
Guinan diz à Jean-Luc Picard: "Agora que eles sabem de sua existência..." e Picard conclui que muito em breve, eles encontrariam a Terra. Posteriormente, descobriu que aquele cubo estava agora em direção ao espaço da Federação, e que Q acabou fazendo a coisa certa pelos motivos errados. Assim a humanidade soube da ameaça iminente. O episódio "The Neutral Zone" estabeleceu que diversas estações em ambos os lados da Zona Neutra Romulana haviam sido destruídas como se "uma gigantesca mão tivesse arrancado-as da superfície do planeta", uma frase usada posteriormente para descrever lugares onde os Borg descobriram uma pequena comunidade e, eficientemente, usaram um raio trator para trazer espécies para assimilação a bordo da nave cubo.

### AEnterprise-D e o Capitão Jean-Luc Picard
O segundo contato oficial e maior de todos entre a Federação e os Borg ocorreu no episódio em duas partes "The Best of Both Worlds", largamente considerado entre fãs como o melhor episódio de todas as séries Star Trek.
1x26 - A zona neutra
2x16 - Q Quem 
3x25 - Transformações
3x26 - O melhor de dois mundos parte 1
4x01 - O melhor de dois mundos parte 2 
5x23 - Eu, Borg 
6x26 - Descendente parte 1 
7x01 - Descendente parte 2 

### Encontros com aEnterprise-E e aVoyager
Os borg fizeram aparições freqüentes sendo os antagonistas no filme Primeiro Contato e tiveram um de seus membros na tripulação da USS Voyager (NCC-74656) — Sete de Nove, que, apesar de ser um borg, conseguiu se libertar da coletividade e adquirir individualidade.
Série 	                 Temporada           	Episódio
Star Trek: Voyager 	3ª Temporada 	Episódio #17 - "Unity"
Star Trek: Voyager 	3ª Temporada 	Episódio #26 - "Scorpion: parte 1"
Star Trek: Voyager 	4ª Temporada 	Episódio #01 - "Scorpion: parte 2"
Star Trek: Voyager 	4ª Temporada 	Episódio #16 - "Prey"
Star Trek: Voyager 	5ª Temporada 	Episódio #04 - "In The Flesh"
Star Trek: Voyager 	6ª Temporada 	Episódio #26 - "Unimatrix Zero"
Star Trek: Voyager 	7ª Temporada 	Episódio #01 - "Unimatrix Zero parte 2"
Star Trek: Voyager 	7ª Temporada 	Episódio #25-26 - "End Game"

## Naves Borg
Diversas naves Borg já foram observadas, todas aparentando simples formas geométricas com superfícies irregulares porém altamente detalhadas e um design extremamente generalizado e descentralizado. Essas naves têm tecnologia super avançada  dentro do universo de Star Trek.

### Cubo Borg
O modelo cubo Borg é um tipo de imensa nave estelar em forma de cubo que age como uma parte da coletividade Borg. Foi visto pela primeira vez no episódio "Q Who?" da série Star Trek: The Next Generation sendo o primeiro contato dos Borg com a Frota Estelar em 2365.
O cubo Borg é a nave mais utilizada para a assimilação de outras espécies pelo seu enorme poder
e esse grande cubo tem uma tripulação de 5000 zangões Borgs.

### Sonda Borg
Visto pela primeira vez no episódio "Dark Frontier" da série Star Trek: Voyager, esta pequena nave retangular Borg possuía apenas a metade do tamanho de uma nave classe "Intrepid" da Federação. No entanto, possuía o mesmo poder de fogo além de ser capaz de atingir velocidade transdobra.

### Diamante Borg
A Rainha Borg usa esta nave, que contém dentro de si o Unicomplex,  para conduzir todas as operações Borg. Este tipo de nave foi visto apenas uma vez, no episódio "Dark Frontier" em Star trek: Voyager.

### Batedor Borg
A nave batedora Borg é cubóide, porém muito menor que sua contraparte padrão, o Cubo Borg. Possui 2.5 milhões de toneladas métricas, muitos metros em comprimento, altura e profundidade, e suporta uma tripulação de 500 Borg. Foi encontrada pela primeira vez pela tripulação da USS Enterprise-D em uma lua do sistema Argolis no episódio "I, Borg" em Star Trek: A Nova Geração.

### Esfera Borg
A nave esfera foi vista pela primeira vez no filme Star Trek: Primeiro Contato. Estava localizada dentro de um Cubo Borg com uma grande escotilha e foi usada como nave de fuga na destruição do referido cubo.
A esfera Borg se locomove usando os mesmos princípios do Cubo Borg porém com a adição da capacidade de gerar feixes de partículas cronomêtricas, possibilitando-a a se deslocar pelos fluxos temporais enviando-a para o passado. Segundo a Rainha Borg, em conversa com Jean-Luc, os seres humanos pensam em três dimensões.

### Cubo Tático
O cubo tático Borg é menor que o cubo Borg e possui melhor blindagem e armamentos. Essa nave aparece no episodio Unimatrix Zero, como a nave em que a Capitão Janeway invade.

## Destruição dos Borgs
No episódio "End Game" de Voyager, a Almirante Janeway volta no tempo e, na esperança de ajudar a si mesma mais jovem, invade o unicomplexo com uma nave muito avançada. A Rainha Borg então assimilou a almirante, mas Janeway possuía em si um vírus que impedia que a Rainha se comunicasse com os outros zangões. 

Nesse momento, a Voyager estava em um conduite de transdobra da rede de transdobra dos borgs, cujo entrada ficava bem aonde o unicomplexo estava localizado. Essa rede possuía um caminho direto ao quadrante Alfa, mas junto da Voyager, uma esfera borg a perseguia. Essa esfera foi a unica nave que continuou recebendo ordens da rainha. A esfera saiu primeiro da transdobra perto de onde estavam realizando experiências do Pathfinder, mas varias naves da federação estavam lá também. Quando o cubo começou a ganhar vantagem tática, dois torpedos sairam do conduite de transdobra e destruiram a esfera. Esses torpedos vieram da Voyager, doados pela Almirante Janeway.